# Konstantin, Veliko Tărnovo
Konstantin (în bulgară Константин) este un sat în comuna Elena, regiunea Veliko Tărnovo,  Bulgaria. 

## Demografie
Componența etnică a satului Konstantin
     Turci (62,13%)
     Bulgari (27,88%)
     Nicio identificare (9,09%)
     Altele (0,88%)
La recensământul din 2011, populația satului Konstantin era de 1.022 locuitori. Din punct de vedere etnic, majoritatea locuitorilor (62,13%) erau turci, cu o minoritate de bulgari (27,88%). Pentru 9,09% din locuitori nu este cunoscută apartenența etnică.